# Wikstroemia pachyrachis
Wikstroemia pachyrachis är en tibastväxtart som beskrevs av S.L.Tsai. Wikstroemia pachyrachis ingår i släktet Wikstroemia och familjen tibastväxter. Inga underarter finns listade i Catalogue of Life.